# Eburia sexnotata
Eburia sexnotata là một loài bọ cánh cứng trong họ Cerambycidae.